# Liste der Bodendenkmale in Halle (Saale)
In der Liste der Bodendenkmale in Halle (Saale) sind alle Bodendenkmale der kreisfreien Stadt Halle (Saale) und ihrer Stadtteile aufgelistet. Grundlage ist die Veröffentlichung der Landesdenkmalliste mit Stand vom 25. Februar 2016.  Die Baudenkmale sind in der Liste der Kulturdenkmale in Halle (Saale) aufgeführt.
| Denkmal-ID | Fundart             | Ortsteil                  | Bezeichnung                                          | Zeitstellung | Lage                                                                                                 | Bemerkungen | Bild |
| ---------- | ------------------- | ------------------------- | ---------------------------------------------------- | ------------ | --- | --- | ---- |
| 428300102  | Befestigung > Burg  | Ammendorf                 | Wasserburg „Burg“                                    | Mittelalter  | 0,2 km südöstlich vom Ort (Lage)                                                                     | Überbaut und stark überprägt, im SW und W sind Reste einer wallartigen Struktur erkennbar, die z. T. zur ursprünglichen Burganlage gehören dürften, |      |
| 428300398  | besonderer Stein    | Ammendorf                 | Bauernstein                                          | undatiert    | Dorfzentrum am Trafohäuschen zwischen zum Burgholz und Wasserstraße (Lage)                           | Stein mit eingemeißeltem Goethespruch: „Nur der verdient sich Freiheit wie das Leben, der täglich sie erobern muss!“, Granit, 1,30 m × 1,05 m Höhe über Boden 0,80 m, |      |
| 428300103  | Befestigung > Wall  | Dölauer Heide             | Rechteckschanze „Schwedenschanze“                    | undatiert    | 2,0 km östlich von Dölau (Lage)                                                                      | sternförmig mit 4 Eckbastionen |      |
| 428300104  | Befestigung > Burg  | Dölauer Heide             | Höhenburg „Bischofswiese, Langer Berg“               | Neolithikum  | 1,0 km südöstlich von Dölau (Lage)                                                                   | Höhensiedlung, Baalberger, Salzmünder und Bernburger Kultur, Wälle der Befestigungen nur eingeschränkt erkennbar, Grabhügel im Norden des Langen Berges sind zum Teil rekonstruiert                                                                                        |      |
| 428300105  | Grabmal > Grabhügel | Dölauer Heide             | Hügelgräberfeld, 38 Grabhügel                        | Neolithikum  | 1,0 km südöstlich von Dölau (Lage)                                                                   | verschiedene Hügel sind gegraben (12 von 38 in 1933–1970) und mit Erläuterungstafeln versehen |      |
| 428300106  | Grabmal > Grabhügel | Dölauer Heide             | Steinkistengrab                                      | Neolithikum  | Südost-Ecke der Heide (Lage)                                                                         | Steinkistengrab aus der Zeit der Glockenbecherkultur, die Deckplatten sind verschoben und eingestürzt. |      |
| 428300107  | Befestigung > Burg  | Giebichenstein            | Burg Giebichenstein, Gipfelburg „Alteburg“           | Bronzezeit   | im Ort – Burg Giebichenstein (Lage)                                                                  | anschließender Amtsgarten (Vorburg) durch gärtnerische Anlagen überprägt |      |
| 428300406  | Befestigung > Burg  | Halle (Große Klausstraße) | Burg- oder Kirchhügel                                | Mittelalter  | Kleine Klausstraße, Innenhof von Flutgasse 2 Halle (Saale) (Lage)                                    | Denkmal als klare Erhebung wahrnehmbar, mit Mauerwerk eingefasst – ursprüngliche Form Ende der 1980er Jahre verändert |      |
| 428300399  | Befestigung > Wall  | Halle (Peißnitzstraße)    | Wall, Befestigung                                    | undatiert    | Peißnitzinsel am Planetarium ()                                                                      | slawischer Burgwall, mit Erdwall und Steingebanden, wie eine Ritterburg aufgebaut, massiver moderner Bodeneingriff, |      |
| 428300512  | Grabmal > Grabhügel | Kanena                    | Grabhügel                                            | undatiert    | nördlich am Friedhof, 250 m westlich des Reidebaches (Lage)                                          | Die angegebene Stelle vermittelt vor Ort keine Wahrnehmung eines Grabhügels. Die Ackerfläche an der Westseite des Friedhofes lässt einem Hügelanstieg bzw. Bodenerhebung erkennen, welcher sich ehemals in das nördliche einschließende Grubengebiet fortgesetzt           |      |
| 428300109  | Grabmal > Grabhügel | Kröllwitz                 | Grabhügel „Franzosengrab“                            | Neolithikum  | am Weinberg ()                                                                                       | |      |
| 428300405  | Grabmal > Grabhügel | Kröllwitz                 | 5 Grabhügel auf Brandbergen                          | Neolithikum  | 4 Grabhügel auf großem Brandberg, 1 Grabhügel „Akzienberg“ oder „Heidegrab“ auf kleinem Brandberg () | |      |
| 428300108  | Grabmal > Grabhügel | Kröllwitz                 | Grabhügel                                            | Neolithikum  | am Gestüt Kreuz, am Klinikum Kröllwitz (Lage)                                                        | mit Bäumen bestanden, Ost – West orientiert ca. 30 m lang, Höhe ca. 3,5 m, mit Menhir und zahlreichen Nachbestattungen |      |
| 428300514  | Grabmal > Grabhügel | Lettin                    | Grabhügel                                            | undatiert    | 1,5 km westlich vom Ort, südlich der Straße Lettin-Schiepzig (Lage)                                  | Hier könnten mehrere Grabhügelstandorte vorliegen. |      |
| 428300403  | Grabmal > Grabhügel | Lettin                    | Grabhügel                                            | undatiert    | nördlich am Roitzschweg, NSG Lunzberge ()                                                            | gestörte grabhügelartige Strukturen |      |
| 428300110  | Grabmal > Grabhügel | Lettin                    | 4 Hügelgräber                                        | Neolithikum  | 0,7 km NW vom Ort (Lage)                                                                             | Gruppe von 3 Hügeln, östlich davon am Kirschberg ein weiterer Hügel; die Grabhügel sind durchschnittlich 1 m hoch erhalten und besitzen einen Durchmesser von 11–12 m. Die beiden westlichen Grabhügel sind durch alte Angrabungen bzw. Abtragungen relativ stark gestört. |      |
| 428300111  | Grabmal > Grabhügel | Lettin                    | Hügelgräber                                          | Neolithikum  | 1,3 km nordwestlich vom Ort, Gruppe von zwei Hügeln (Lage)                                           | |      |
| 428300112  | besonderer Stein    | Lettin                    | Menhir ‚Steinerne Jungfrau‘ o. a. ‚Dölauer Jungfrau‘ | Neolithikum  | 0,5 km nördlich von Dölau neben einer Kleingartenanlage (Lage)                                       | weitere Bezeichnungen des Menhirs: ‚Steinerne Jungfrau‘, ‚Heidenstein‘, ‚Der lange Stein‘; Höhe 5,50 m – im 19. Jh. wohl noch 3 m höher erhalten gewesen (bis 1890); Material: Grauweißer Braunkohlenquarzit; Maße: Breite: 2,6 m; Höhe: 5,8 m; Dicke: 1,55 m.             |      |
| 428300402  | Grabmal > Grabhügel | Lettin                    | Grabhügel                                            | Neolithikum  | NO-Bereich vom Kirschberg, am Rande des „Schäferlings“ unmittelbar am Steilhang ()                   | hügelartige Struktur am Rande der Hochfläche unmittelbar am Steilhang zur Saaleniederung |      |
| 428300401  | besonderer Stein    | Lettin                    | Menhir                                               | undatiert    | Heide-Nord, zwischen Saalering und Gartenstraße ()                                                   | |      |
| 428300404  | Befestigung > Burg  | Moritzburg                | Befestigung „Moritzburg“                             | Mittelalter  | Stadtkern, Friedemann-Bach-Platz (Lage)                                                              | |      |
| 428300400  | Grabmal             | Nietleben                 | Steinkiste eines ehemaligen Grabhügels               | Neolithikum  | NW vom Ort, östlich am Granauer Weg (Lage)                                                           | |      |
| 428300113  | Befestigung > Burg  | Reideburg                 | Flache Spornburg „Alte Schanze“                      | Mittelalter  | westlicher Ortsrand (Lage)                                                                           | bis auf einen minimalen Geländeabsatz sind keine obertägigen Strukturen mehr erkennbar, |      |
| 428300114  | Befestigung > Burg  | Reideburg                 | Wasserburg „Alte Burg“                               | Mittelalter  | südwestlicher Ortsrand (Lage)                                                                        | |      |
| 428300397  | Grabmal > Grabhügel | Seeben                    | Grabhügel                                            | Neolithikum  | im Osten vom Ort (Lage)                                                                              | Grabhügel nicht eindeutig zu lokalisieren, möglicherweise integriert in eine wallartige Anschüttung auf dem Gutsgelände. Dieser „Wall“ korrespondiert mit einer angrenzenden, in Resten erhaltenen Lehmmauer mit Unterzugfundament aus Naturstein.                         |      |
| 428300396  | Grabmal > Grabhügel | Seeben                    | Grabhügel                                            | undatiert    | im Osten vom Ort, am Tornauer Weg (Lage)                                                             | |      |
| 428300395  | besonderer Stein    | Trotha                    | Menhir Franzosenstein                                | Neolithikum  | SO von Seeben, am Franzosensteinweg (Lage)                                                           | Porphyrstein, Maße: Breite: 1 m; Höhe: 1,82 m; Dicke: 0,5 m |      |